# Désoximétasone
La désoximétasone est un médicament appartenant à la famille des médicaments appelés corticostéroïdes topiques. Il est utilisé pour le soulagement de diverses affections cutanées, y compris les éruptions cutanées. Il aide à réduire les rougeurs, les démangeaisons et les irritations. La désoximétasone est un corticostéroïde synthétique, une classe de stéroïdes principalement synthétiques utilisés comme agents anti-inflammatoires et antiprurigineux. 

## Voir également
- Propionate de clobétasol (en)
- Dexaméthasone